# Scopula peralba
Scopula peralba är en fjärilsart som beskrevs av Swinhoe 1893. Scopula peralba ingår i släktet Scopula och familjen mätare. Inga underarter finns listade.